# Total Recall (1990)
Total Recall is een Amerikaanse futuristische tech noir-film van regisseur Paul Verhoeven. De film is gebaseerd op het kortverhaal We Can Remember It for You Wholesale van Philip K. Dick. De film speelt zich voor het grootste deel op Mars af. 
In 2012 kwam er een gelijknamige remake uit.

## Verhaal
Het is het jaar 2084 en Douglas Quaid leidt een doorsnee leven op Aarde. Hij is gelukkig getrouwd met zijn vrouw Lori en heeft een baan als bouwvakker. Toch droomt Quaid telkens over Mars, een planeet die inmiddels ook door de mensheid wordt bewoond. Hij besluit van het bedrijf Rekall  een 'fictieve reis' te kopen; een reis die niet echt is doordat enkel de herinnering eraan geïmplanteerd wordt in de hersenen. Quaid krijgt echter een toeval als de geïmplanteerde herinnering conflicteert met zijn onderdrukte werkelijke geheugen. Hij is namelijk al eens echt op Mars geweest, maar herinnert zich dit niet meer omdat iemand zijn geheugen heeft gewijzigd. 
Omdat de werknemers van Rekall bang zijn voor de juridische gevolgen, wissen ze Quaids herinnering aan zijn bezoek. Hierna dumpen ze hem in een taxi. Onderweg naar huis wordt Quaid door zijn collega's en later door zijn eigen vrouw aangevallen. Tot zijn eigen verbazing weet hij hen af te weren. Dan biecht Lori op dat ze niet echt zijn vrouw is. Ze vertelt de waarheid: Quaids geheugen is gewist, waarna een (nep-)herinnering over zijn baan en hun huwelijk is geïmplanteerd. 
Quaid krijgt een koffertje van een onbekende dat onder andere valse identiteitspapieren bevat. Bovendien is er een video van hemzelf, waarin hij zichzelf vertelt dat er een zendertje in zijn hoofd zit, en hem uitlegt hoe hij het eruit moet halen. Ook blijkt dat zijn naam in werkelijkheid Hauser is. Onder die vroegere identiteit heeft hij gewerkt voor de Martiaanse gouverneur Vilos Cohaagen, tevens een genadeloze bedrijfsmagnaat. Quaid/Hauser heeft toen ook rebellen bestreden, maar is hier uit gewetensbezwaren mee gestopt. Quaid vertrekt nu opnieuw naar Mars, want daar ligt de sleutel tot de ontknoping.
In de overdekte steden van Mars hebben Cohaagen en diens kliek het voor het zeggen. Cohaagen beheert een groot aantal mijnen waar het kostbare element turbinium wordt gewonnen. Hij eist hoge prijzen voor alle goederen, tot eerste levensbehoeften aan toe, en laat alle welvaart slechts aan hemzelf en zijn naaste medewerkers toekomen. Mutanten, ontstaan door de slechte bescherming tegen straling in delen van de kolonie, worden gediscrimineerd en zij zijn de verschoppelingen van de maatschappij. 
Aangekomen op Mars wordt Quaid eerst naar Venusville geleid: een rosse buurt die wordt bevolkt door de lagere klassen en mutanten, bij wie de rebellen steun vinden. In een bar komt Quaid in contact met Hausers ex-vriendin Melina, die hem aanvankelijk niet vertrouwt. In een hotel komt Quaid zijn vrouw en een arts tegen, die hem proberen te overtuigen dat dit alles niet echt maar een herinnering van Rekall is. In werkelijkheid heeft Quaid volgens hen een toeval, en zijn zij eveneens in de herinnering geïmplanteerd om hem te redden. De enige manier om krankzinnigheid te voorkomen is inname van een pil, die zijn wens symboliseert om terug te keren. Quaid gelooft het bijna, maar is ervan overtuigd dat de dokter liegt wanneer hij hem ziet zweten. Hierop doodt hij de arts en ontsnapt met Melina. Cohaagen is hierover zo ontstemd, dat hij de hele zuurstoftoevoer naar Venusville laat afsluiten. Alle bewoners zijn nu in gevaar.
Met hulp van de taxichauffeur Benny weten Quaid en Melina het rebellenhoofdkwartier te bereiken, waar ze een gesprek hebben met hun telepathische leider Kuato. Kuato leest Quaids geheugen en ontdekt dat hij weet over een 500.00 jaar geleden door aliens gebouwde machine, die uit waterijs een adembare atmosfeer voor de hele planeet kan scheppen. Quaid moet deze machine zien te activeren. Cohaagen wil dit echter koste wat kost verhinderen, aangezien zijn monopolie op zuurstof zijn hele machtsbasis vormt. Direct na dit gesprek vallen Cohaagens mannen de basis aan waarbij Kuato wordt gedood; Benny, die in werkelijkheid een dubbelagent is, heeft hen verraden.
Melina en Quaid worden gevangengenomen. Cohaagen onthult nu de hele waarheid aan Quaid: het was allemaal een vooropgezet plan. Hauser had helemaal geen gewetensbezwaren, maar was een goede vriend van Cohaagen. Om het allemaal nog geloofwaardiger te maken liet hij vrijwillig zijn geheugen modificeren, zodat het was alsof Cohaagen op deze manier van hem af probeerde te komen. In werkelijkheid werd hij op subtiele manieren terug naar Mars gelokt en was het de bedoeling om te infiltreren en Cohaagens mannen naar de rebellen te leiden. Quaids geheugen zal opnieuw worden gemodificeerd. Als beloning krijgt hij Melina, wier geheugen eveneens gemodificeerd wordt zodat ze zijn loyale vrouw wordt. Ze weten net op tijd te ontsnappen en zetten koers naar de machine die de atmosfeer voor Mars moet maken.
In een laatste confrontatie met Cohaagens mannen weet Quaid af te rekenen met Benny, Richter en de meeste anderen, nadat hij hen eerst misleidt. Cohaagen probeert de reactor van de machine op te blazen. Quaid zorgt echter met hulp van Melina dat het explosief net op tijd in een schacht belandt, waardoor de explosie alleen een gat in de wand maakt. Er ontstaat hierdoor in de ruimte waar de drie zich bevinden een gigantische onderdruk. Cohaagen probeert als allerlaatste redmiddel Quaid ertoe over te halen de machine uit te laten, onder voorwendsel dat de planeet anders wordt verwoest. Quaid trapt hier niet in en duwt Coogahen weg, die daarop naar buiten wordt gezogen en op het zuurstofloze oppervlak van Mars stikt. Quaid weet nog net de machine in gang te zetten voordat hijzelf en Melina eveneens naar buiten worden gezogen. De machine genereert net op tijd de atmosfeer uit de Martiaanse ijskern, zodat Quaid en Melina het ternauwernood overleven. Ook de overige bewoners van Venusville, die niet meer naar buiten konden, zijn na de explosie gered. 
Quaid en Melina kussen elkaar tot slot. Of het avontuur echt is of toch het product van 'Rekall', wordt aan de toeschouwer overgelaten.

## Rolverdeling
| Acteur                | Personage              |
| --------------------- | ---------------------- |
| Arnold Schwarzenegger | Douglas Quaid / Hauser |
| Rachel Ticotin        | Melina                 |
| Ronny Cox             | Vilos Cohaagen         |
| Sharon Stone          | Lori                   |
| Michael Ironside      | Richter                |
| Marshall Bell         | George / Kuato         |
| Mel Johnson Jr.       | Benny                  |
| Michael Champion      | Helm                   |
| Roy Brocksmith        | Dr. Edgemar            |
| Ray Baker             | Bob McClane            |
| Rosemary Dunsmore     | Dr. Lull               |
| Dean Norris           | Tony                   |
| Debbie Lee Carrington | Thumbelina             |
| Alexia Robinson       | Tiffany                |
| Mark Carlton          | Barman                 |
| Lycia Naff            | Mary                   |
| Robert Costanzo       | Harry                  |
| Monica Steuer         | Mutant moeder          |
| Sasha Rionda          | Mutant dochter         |

## Prijzen
Bij de Academy Awards kreeg Total Recall een Special Achievement Award voor visuele effecten. Verder was de film genomineerd voor de Oscars voor de beste effecten en het beste geluid.